# Polyarrhena
Polyarrhena es un género de plantas con flores perteneciente a la familia  Asteraceae. Comprende 4 especies descritas y  aceptadas.

## Taxonomía
El género fue descrito por Alexandre Henri Gabriel de Cassini y publicado en Dictionnaire des Sciences Naturelles [Second edition] 56: 172. 1828.

## Especies seleccionadas
A continuación se brinda un listado de las especies del género Polyarrhena aceptadas hasta junio de 2012, ordenadas alfabéticamente. Para cada una se indica el nombre binomial seguido del autor, abreviado según las convenciones y usos.
- Polyarrhena imbricata (DC.) Grau
- Polyarrhena prostrata Grau
- Polyarrhena reflexa (L.) Cass.
- Polyarrhena stricta Grau